# Amstel III
Amstel III is een bedrijventerrein in de wijk Bullewijk in Amsterdam-Zuidoost, globaal gelegen ten westen van de Spoorlijn Amsterdam – Utrecht en metrolijn en ten oosten van de A2. Aan de zuidkant grenst het gebied aan de Meibergdreef en aan de noordkant aan het Arenagebied.
De naam Amstel III verwijst naar het feit dat dit het derde bedrijventerrein is in een reeks. Amstel I is het industriegebied Overamstel, terwijl Amstel II het gedeelte van dit gebied is dat valt onder de gemeente Ouder-Amstel, maar dan met als plaatsnaam Amsterdam-Duivendrecht, dit wordt ook het Amstel business park genoemd.
Het gebied werd in de jaren 1980 opgeleverd en biedt ruimte aan een groot aantal dienstverlenende bedrijven. Daarnaast zijn er ook een aantal autodealers en bouwmarkten aanwezig. Ook is er een groot woonwarenhuis gevestigd en is er een jeugdgevangenis. Een markant gebouw is het Atlasgebouw waarin in de beginjaren Fokker was gevestigd. Van 1980-2005 was aan de Hoogoorddreef Garage Amstel III van Centraal Nederland gevestigd met daarin ook ruimte voor het GVB. 

## Toekomstplannen
Sinds 2011 had de gemeente Amsterdam het voornemen om een deel van Amstel III te herontwikkelen van een bedrijventerrein tot een woon-werkwijk. Dit besluit kwam na de gevolgen van de kredietcrisis van een paar jaar eerder, waarna het kantorenpark een leegstand van 25% kende. Om kantoorvoorraad in aantrekkend economisch klimaat op orde te houden is elke vierkante meter aan ouderwets kantoor dat gesloopt is binnen het plangebied herbouwd. Tussen de kantoren kwamen woontorens, woonblokken en voorzieningen. Er waren ongeveer 15000 woningen gepland.
Er zijn sinds 2015 al meerdere functies aan het voorheen monofunctionele gebied toegevoegd, zoals een nachtclub, restaurants en hotels. De transfomatie tot woon-werkgebied zal het gebied beslaan tussen de Johan Cruijff Arena ten noorden, het Academisch Medisch Centrum ten zuiden, de westelijke grens aan de dijk met metrolijn en de Holterbergweg als oostelijke grens. De in het gebied centraal gelegen Hondsrugweg die de Johan Cruijff Arena met IKEA Amsterdam verbindt, zal om worden gevormd tot een langwerpig Hondsrugpark. Een naamsverandering van de te transformeren stadswijk wordt onderzocht.

## Straatnamen
Straten in de wijk zijn vernoemd naar Nederlandse heuvels.
- Haaksberg-weg - genoemd naar Haaksbergen (Ov.)
- Herikenberg-weg - heuvel bij Herike gemeente Markelo (Ov.)
- Hessenberg-weg - heuvel bij Heerlerheide (Heksenberg) (L.)
- Hettenheuvel-weg - heuvel bij Bergh (Gld.)
- Haarlerberg-weg - heuvel bij Haarle (Ov.)
- Holterberg-weg - heuvel bij Holten (Ov.)
- Hondsrugweg - heuvelrug in Drenthe (Dr.)
- Hullenberg-weg - heuvel bij Bennekom (Gld.)
- Hogehil-weg - hoogte bij Domburg (Zld.)
- Keienberg-weg - heuvel tussen Velp en Beekhuizen (Gld.)
- Kollenberg-weg - heuvel ten oosten van Sittard (L.)
- Klokkenberg-weg - heuvel bij Nijmegen (Gld.)
- Kuiperberg-weg - heuvel bij Ootmarsum (Ov.)
- Lemelerberg-weg - heuvel bij Lemele (Ov.)
- Laarderhoogt-weg - heuvel bij Laren (NH.)
- Luttenberg-weg - heuvel bij Raalte (Ov.)
- Muntberg-weg - heuvel bij Groesbeek (Gld.)
- Meiberg-weg - heuvel bij Berg en Dal (Gld.)
- Paasheuvel-weg - heuvel bij Vierhouten (Gld.)
- Paalberg-weg - heuvel bij Ermelo en Speuld (Gld.)
- Pietersberg-weg - heuvel zuidelijk van Maastricht (L.)
- Schepenberg-weg - heuvel bij Meerssen (L.)
- Sijsjesberg-weg - heuvel bij Huizen (NH.)
- Schurenberg-weg - heuvel bij Hoensbroek (L.)
- Snijdersberg-weg - heuvel bij Geulle (L.)
- Stekkenberg-weg - heuvel bij Blaricum (NH.)
- Tafelberg-weg - heuvel bij Blaricum (NH.)

## Fotogalerij

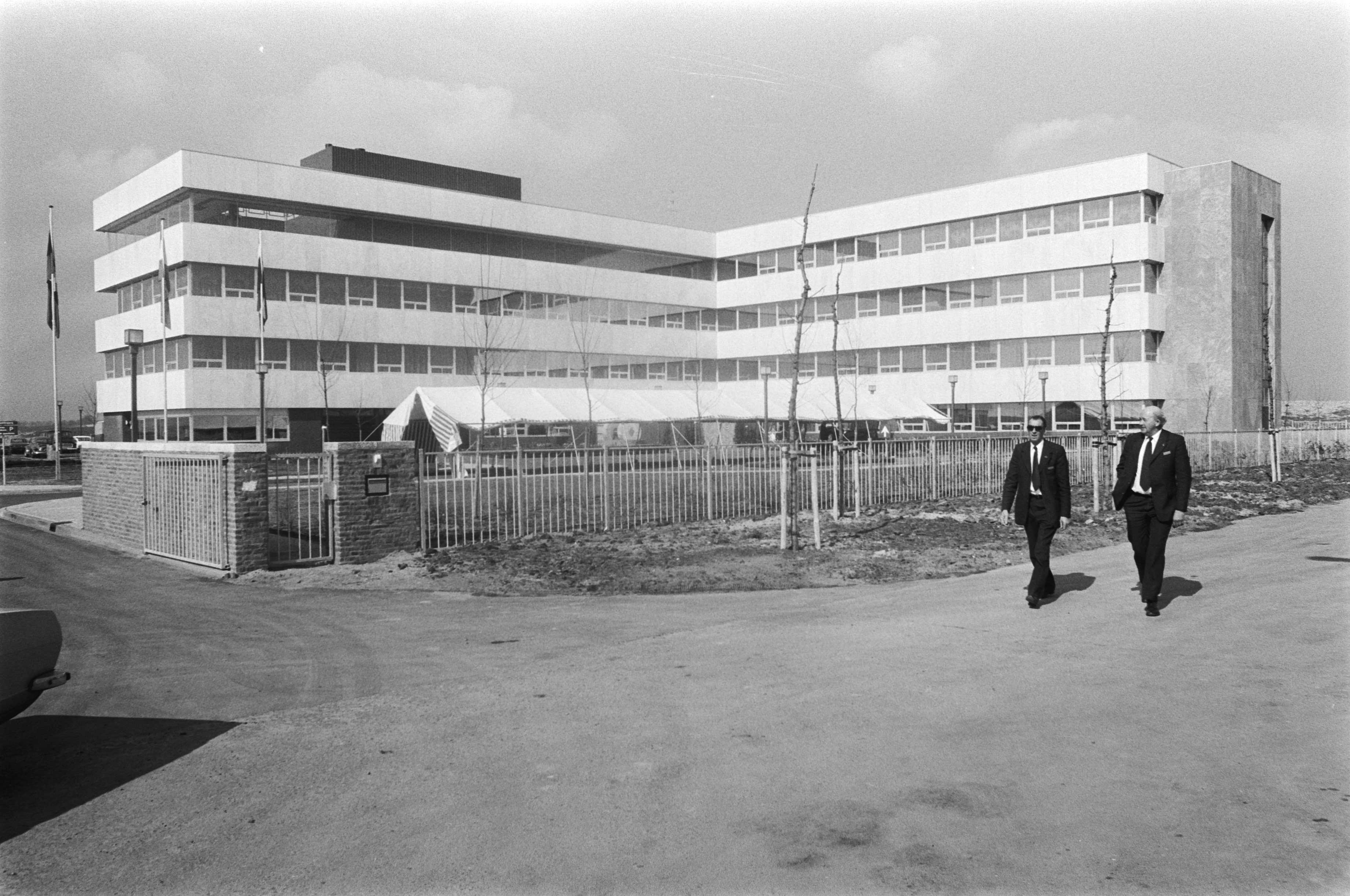
Opening nieuw hoofdkantoor Buhrmann-Tetterode in 1976
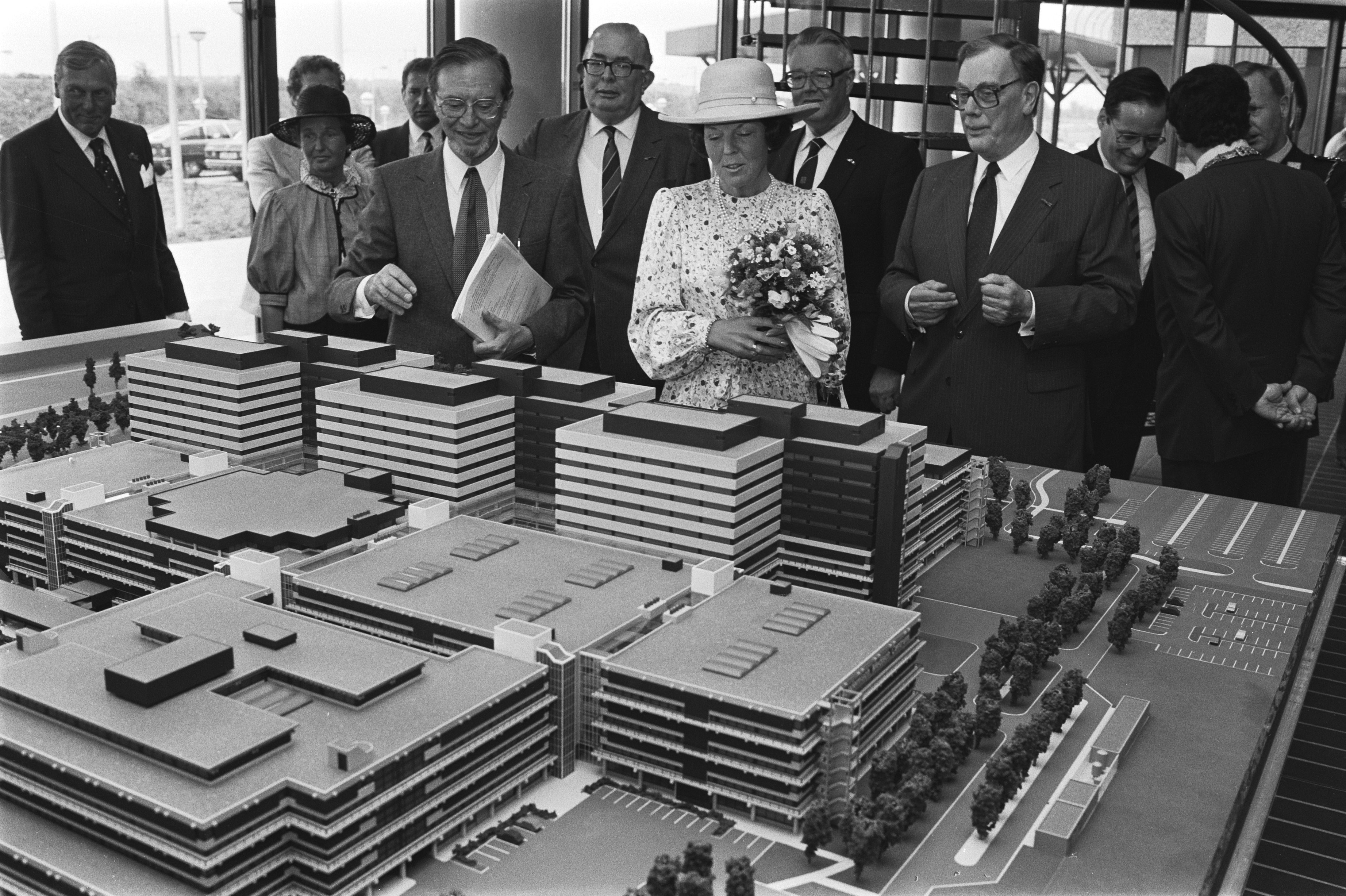
Officiële opening Academisch Medisch Centrum in 1984
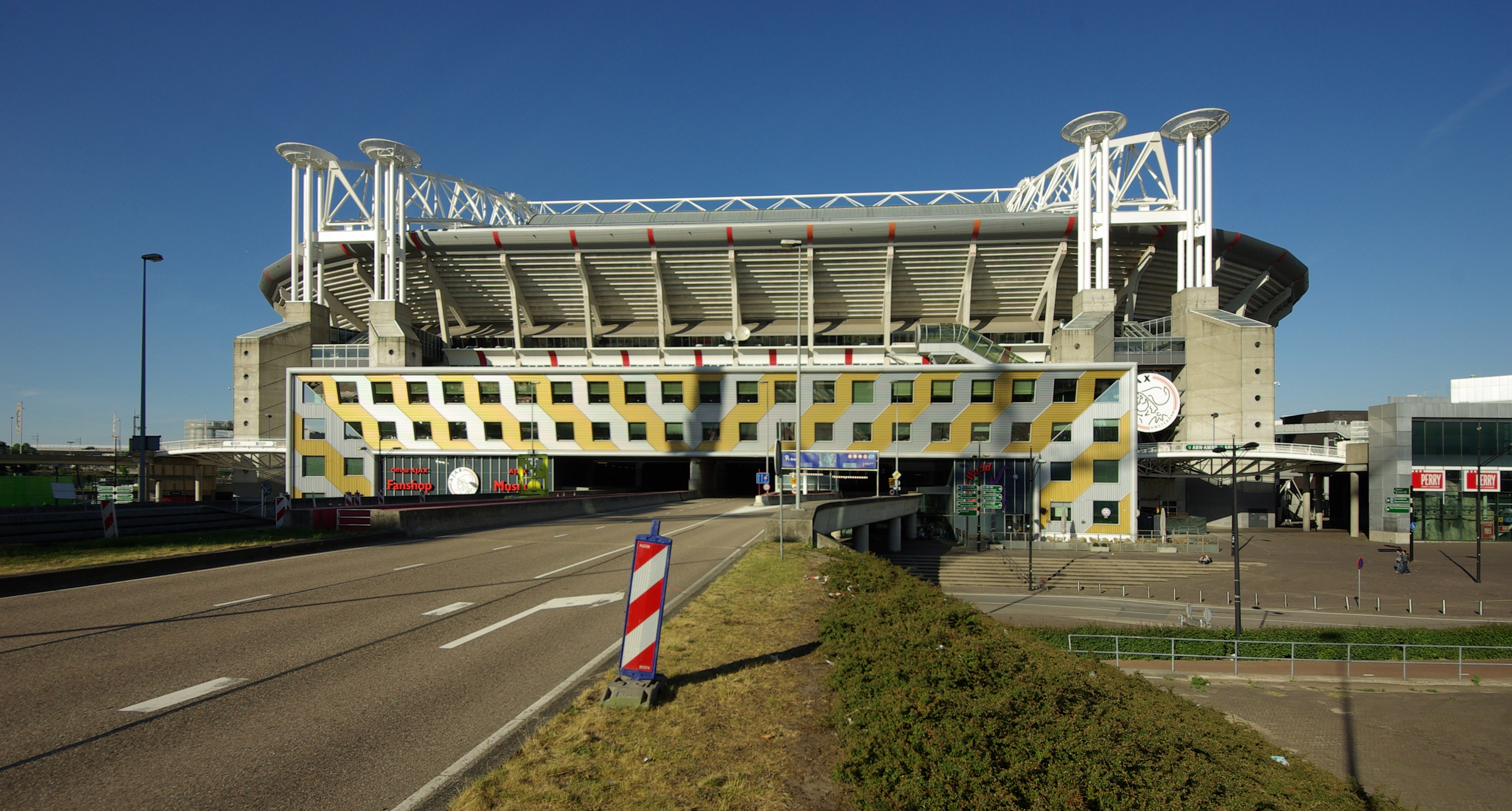
Johan Cruijff ArenA
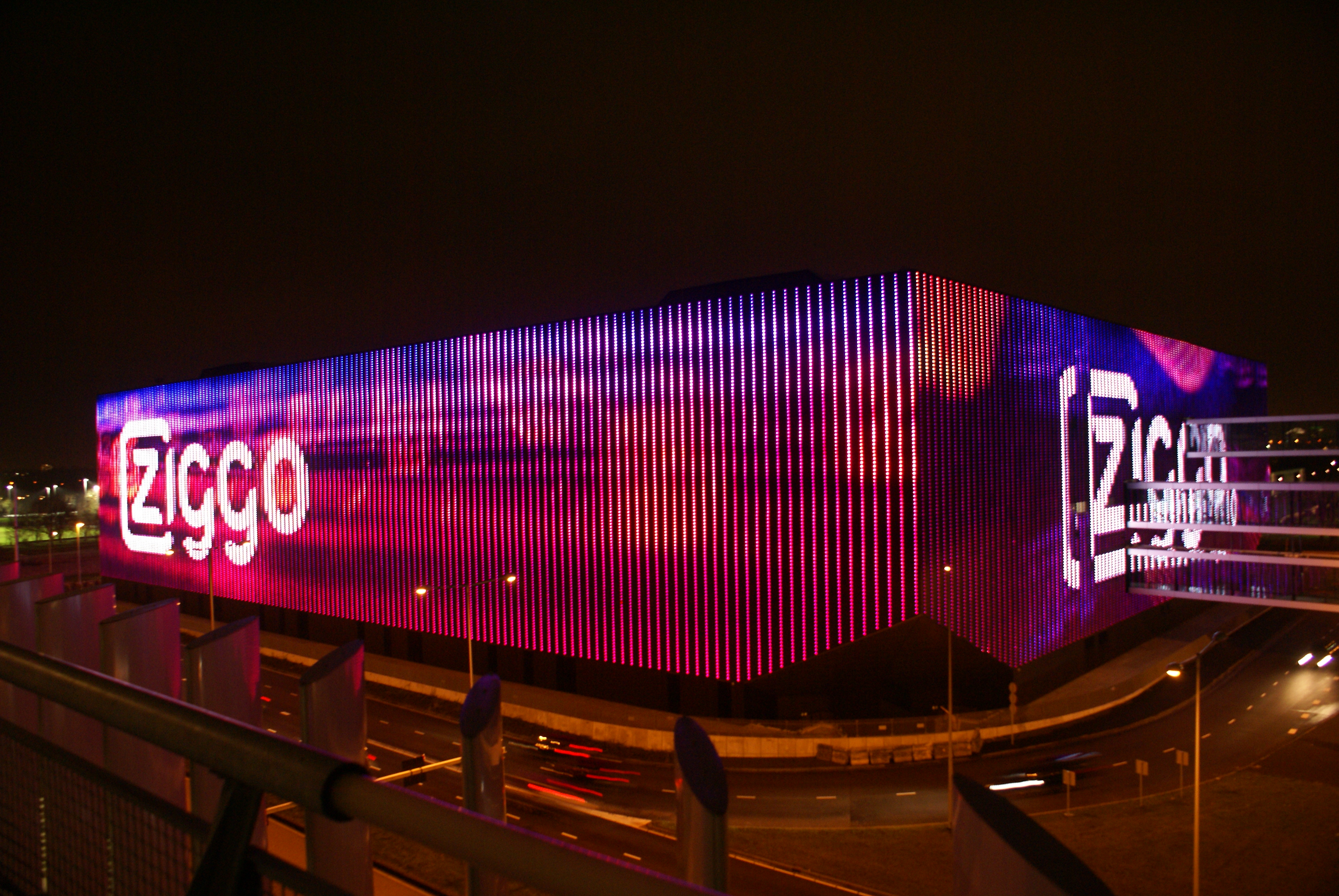
Ziggo Dome
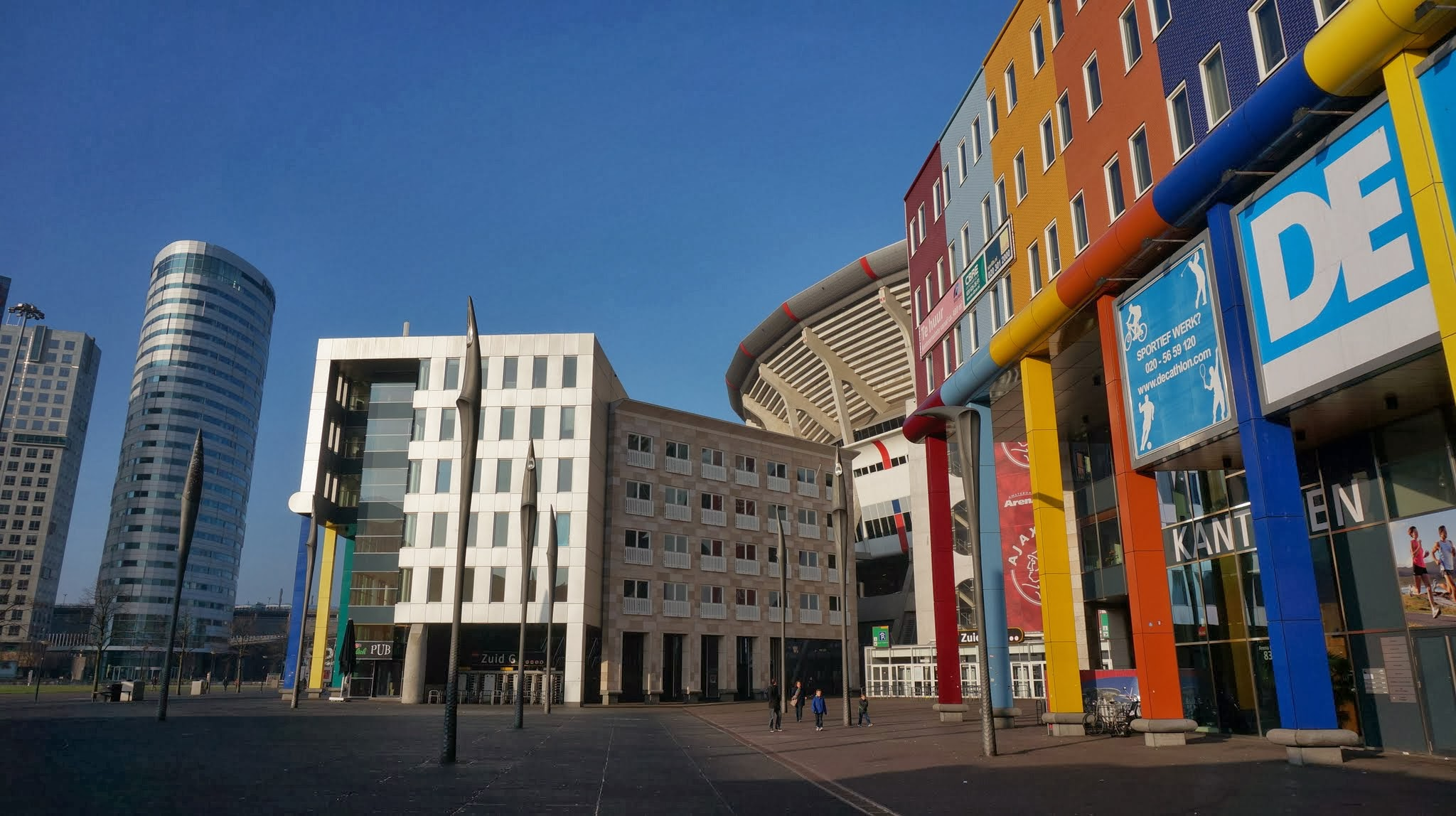
Johan Cruijff Boulevard
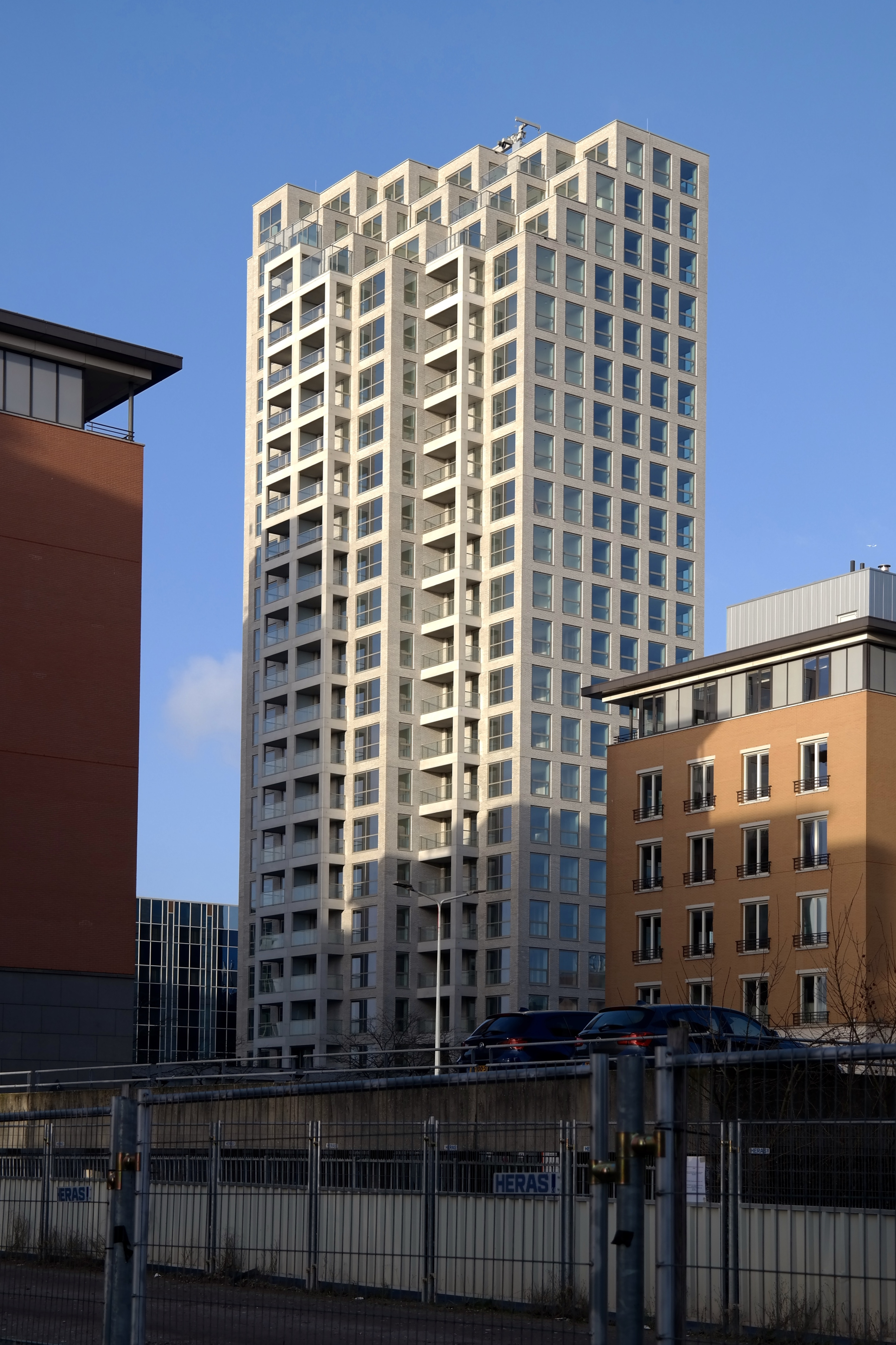
Nieuwe woontoren in aanbouw in 2022
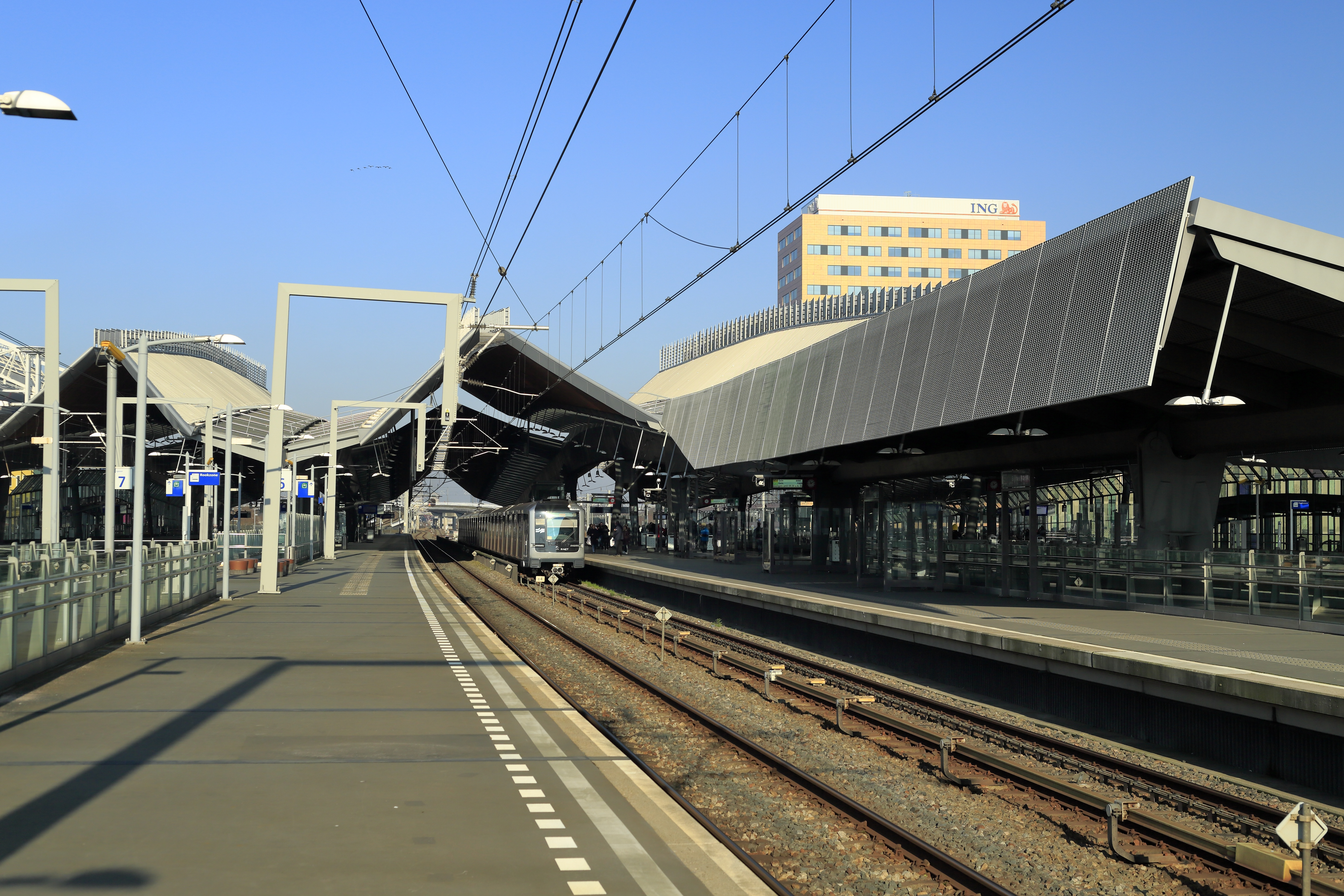
Station Amsterdam Bijlmer ArenA

 Abberdaan · Admiralenbuurt · Amstel III · Amsteldorp · Amstelkwartier · Andreas Ensemble · Apollobuurt · ArenAPoort · Bajeskwartier · Banne Buiksloot · Bedrijventerrein Sloterdijk · Bellamybuurt · Betondorp · Bijlmer · Binnenstad · Bloemenbuurt · Borgerbuurt · Borneo · Bos en Lommer · Buiksloot · Buiksloterham · Buikslotermeer · Buiteneiland · Buitenveldert · Bullewijk · Burgwallen Oude Zijde · Burgwallen Nieuwe Zijde · Centrum Amsterdam Noord · Centrumeiland · Chassébuurt · Chinatown · Cremerbuurt (Amsterdam) · Cruquius · Czaar Peterbuurt · Da Costabuurt · Dapperbuurt · De Aker · De Baarsjes · De Bongerd · De Eendracht · De Heining · De Krommert · De 9 Straatjes · De Omval · De Pijp · Diamantbuurt · Driemond · Disteldorp · Dubbele Buurt · Duivelseiland · Duvelshoek · Elzenhagen · Erasmusparkbuurt · Floradorp · Frederik Hendrikbuurt · Funenpark · Gaasperdam · Gein · Geuzenveld · Gibraltarbuurt · Gouden Reael · Gulden Winckelbuurt · Grachtengordel · Haarlemmerbuurt · Hallenkwartier · Haven-Stad · Haveneiland · Havenstraatterrein · Helmersbuurt · Het Funen · Holendrecht · Hoofddorppleinbuurt · Houthaven · IJ-oevers · IJburg · IJdock · IJplein · Indische Buurt · Jan Maijenbuurt · Java-eiland · Jeruzalem · Jeugdland ·Jodenbuurt · Jordaan · Julianapark · Kadijken · Kadoelen · Kattenburg · Kinkerbuurt · KNSM-eiland · Kolenkitbuurt · Kop van Jut · Van der Kunbuurt · Laan van Spartaan · Landlust · Landstrekenbuurt · Lastage · Leidsebuurt · Lutkemeer · Marathonbuurt · Marineterrein · Marken · Marktkwartier · Medisch Centrum Slotervaart · Mercatorbuurt · Middelveldsche Akerpolder · Molenwijk · Museumkwartier · Nellestein · Nieuw Sloten · Amsterdam Nieuw-West · Nieuwe Pijp · Nieuwendam · Nieuwendammerdijk en Buiksloterdijk · Nieuwendammerham · Nieuwezijde · Nieuwmarkt · Noorderhof · Noordoever Sloterplas · Noordse Bos · Olympisch Kwartier · Omval · Ookmeer · Oostelijk Havengebied · Oostelijke Eilanden · Oostelijke Handelskade · Oostenburg · Oosterdokseiland · Oosterparkbuurt · Oostoever Sloterplas · Oostpoort · Oostzanerwerf · Osdorp · Oud Osdorp · Oud-Oost · Oud-West · Oud-Zuid · Oude Pijp · Oudezijde · Overamstel · Overhoeks · Overtoombuurt · Overtoomse Buurt · Overtoomse Veld · Park Haagseweg · Park de Meer · Plan van Gool · Plan West · Plan Zuid · Planciusbuurt · Plantagebuurt · Postjesbuurt · Prinses Irenebuurt · Rapenburg · Reigersbos · Riekerpolder · Rieteilanden · Rietlanden · Rivierenbuurt · Robert Scottbuurt · Roeterseiland · Ruigoord · Schinkel (bedrijventerrein) · Schinkelbuurt · Science Park · Sloten · Sloterdijk · Sloterdijk-Centrum · Slotermeer · Slotervaart · Sluisbuurt · Spaarndammerbuurt · Spieringhorn · Sporenburg · Sportheldenbuurt · Staatsliedenbuurt · Stadionbuurt · Steigereiland · Strandeiland · Teleport · Transvaalbuurt · Trompbuurt · Tuindorp Buiksloot · Tuindorp Buiksloterham · Tuindorp Nieuwendam · Tuindorp Oostzaan · Tuttifruttidorp · Van Tijenbuurt · Uilenburg · Universiteitskwartier · Valkenburg · Van der Kunbuurt · Van der Pekbuurt · Van Lennepbuurt · Venserpolder · Vlooienburg · Vogelbuurt · Vogeldorp · Vogeltjeswei · Volewijck · Vondelparkbuurt · Vrije Geer · Waalseiland · Watergraafsmeer · Waterlandpleinbuurt · Waterwijk · Weesp · Weesperbuurt · Weespertrekvaartbuurt · Weesperzijde · Westelijke Eilanden · Westelijke Tuinsteden · Westerdokseiland · Westerpark · Westpoort · Willemspark · Wittenburg · Zeeburg · Zeeburgereiland · Zeeheldenbuurt · Zuidas · Zuideramstel